# روجر جيل
روجر جيل (بالإنجليزية: Roger Gill)‏ هو منافس ألعاب قوى غياني، ولد في 23 مايو 1972 في غيانا، وتوفي في 2 مارس 2008 بسبب حادث مرور.

## وصلات خارجية
- روجر جيل على موقع الاتحاد الدولي لألعاب القوى (الإنجليزية)
- روجر جيل على موقع أوليمبيديا (الإنجليزية)